# 东京经济大学
东京经济大学（日语：／ Tokyo keizai daigaku），是一所位於日本東京都国分寺市的私立大学。

## 沿革
1900年，大仓喜八郎（大倉喜八郎），作為大仓財閥（大倉財閥）的創立者、与实业家澀澤榮一、教育家石黒忠悳、渡辺洪基商量，新开设大仓商业学校（大倉商業学校）、位於赤坂葵町。
1919年，大倉商業學校升级，变成了大倉高等商業學校。第二次世界大战中的1944年、改名為大仓经济专门学校（大倉経済専門学校）。1946年、向国分寺市迁移。
1949年，大学升级，变成了东京经济大学。1950年，并设东京经济大学短期大学部（2000年募集停止、2004年废止）。

#### 友好校
- 对外经济贸易大学
- 云南师范大学
- 山东财经大学
- 天津外国语大学
- 上海财经大学
- 上海杉達学院
- 贵州财经学院
- 云南大学

## 外部連結
- （日語）東京経済大学（页面存档备份，存于）
- 日本 东京经济大学（页面存档备份，存于） - 你好网